# 松布尔河畔拉法日
松布尔河畔拉法日（法語：Lafage-sur-Sombre，法語發音：[lafaʒ syʁ sɔ̃bʁ]）是法国科雷兹省的一个市镇，属于蒂勒区。

## 地理
松布尔河畔拉法日（45°17'44"N, 2°4'18"E）面积18.94 平方千米，位于法国新阿基坦大区科雷兹省，该省份为法国中南部省份，北起上维埃纳省和克勒兹省，西接多爾多涅省，南至洛特省，东临多姆山省和康塔爾省。
与松布尔河畔拉法日接壤的市镇（或旧市镇、城区）包括：尚帕尼亚克-拉诺阿耶、马西亚克-拉克鲁瓦西耶、圣伊莱尔富瓦萨克、圣梅尔德拉普洛、杜斯特尔河畔蒙泰尼亚克。
松布尔河畔拉法日的时区为UTC+01:00、UTC+02:00（夏令时）。

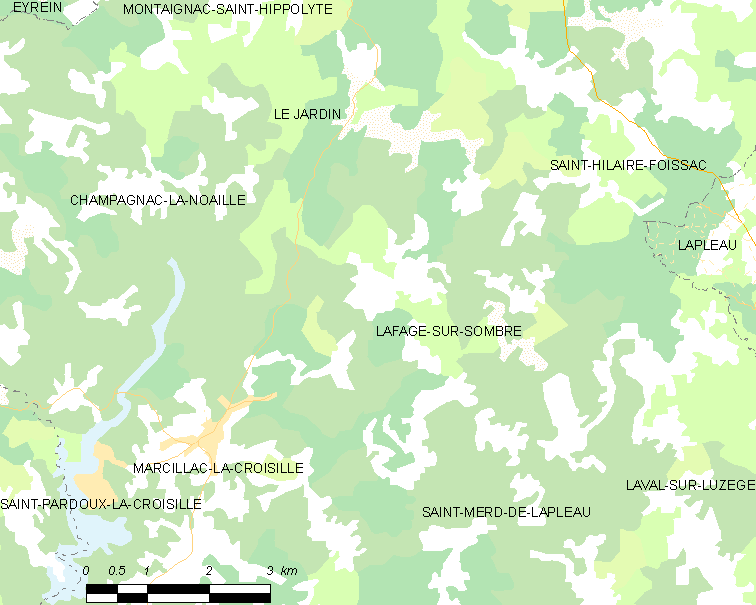
松布尔河畔拉法日的OSM定位图

## 行政
松布尔河畔拉法日的邮政编码为19320，INSEE市镇编码为19097。

## 政治
松布尔河畔拉法日所属的省级选区为埃格勒通县。

## 人口

1962-2008年间松布尔河畔拉法日人口变化图示

松布尔河畔拉法日于2022年1月1日时的人口数量为135人。